# Kasteel van Boursault
Het Kasteel van Boursault (Frans: Château de Boursault) is een neorenaissancekasteel in Boursault in de regio Marne in Frankrijk. Het werd tussen 1843 en 1850 gebouwd door Madame Clicquot Ponsardin, de Veuve Clicquot (de champagneweduwe Clicquot) die eigenaar was van het champagnehuis Veuve Clicquot. Van 1913 tot 1927 werd het door haar erfgenaam verkocht aan de Canadese familie Berry. Zowel in de Eerste als in de Tweede Wereldoorlog werd het gebruikt als militair ziekenhuis. Tegenwoordig wordt champagne van het merk Château de Boursault gemaakt van de druiven uit de wijngaarden rondom het kasteel. De wijn rijpt in de kelders van het kasteel.

## Geschiedenis
Er zijn verslagen van de heerlijkheid de Boursault uit de 14e eeuw, toen Robert de Flandre, heer van Brugny, het land aan Geoffroy de Naast overdroeg. Het lijkt erop dat het is teruggegeven aan de dochter van Robert de Flandre, die trouwde met Hendrik IV, graaf van Bar (c. 1315-1344).
In 1409 kreeg kardinaal Louis de Bar (c. 1375-1430) Boursault en andere heerlijkheden van zijn vader, Robert, hertog van Bar (1344-1411).
Het oude kasteel van de baronnen van Boursault dateert uit de 16e eeuw. Het omliggende gebied bestond in die tijd uit wijngaarden, behalve tijdens een periode van een eeuw waarin het bebost was. Begin 19e eeuw was het middeleeuwse kasteel zeer vervallen.

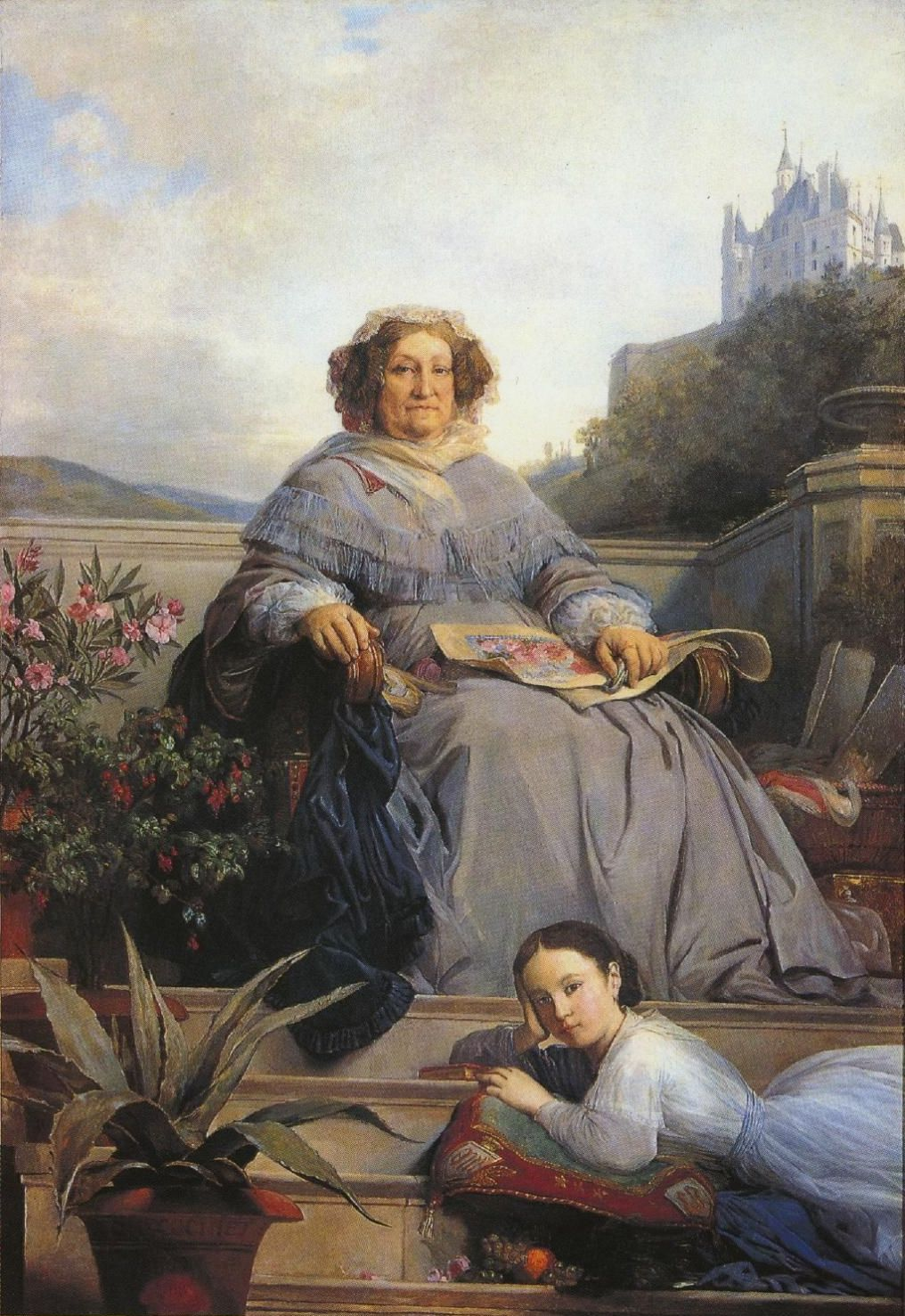
Veuve Clicquot met Boursault op achtergrond.

Het huidige Château de Boursault werd gebouwd door Madame Clicquot Ponsardin (1777-1866), de oprichtster van het champagnehuis Veuve Clicquot, ter ere van het huwelijk van haar kleindochter Marie Clémentine de Chevigné met Louis de Mortemard-Rochechouard in 1839.  Het verving het oude kasteel van de baronnen van Boursault. De bouw begon in 1843 en werd in 1850 voltooid. Mevrouw Veuve Clicquot trok zich op 64-jarige leeftijd terug op het kasteel en stierf daar toen ze 89 was.
Anne de Rochechouart de Mortemart (1847–1933), hertogin van Uzès, erfde het kasteel na de dood van Madame Clicquot in 1866. Zij was de dochter van Marie Clémentine en Louis. De hertogin verkocht het landgoed in 1913. Het werd gebruikt als militair ziekenhuis tijdens de Eerste Wereldoorlog (1914-1918) en opnieuw tijdens de Tweede Wereldoorlog (1939-1945). Het park werd omgebouwd tot een wijngaard voor de productie van champagne.
Het champagnemerk "Château de Boursault" wordt nog steeds op het kasteel zelf gemaakt en in de kelders gerijpt. Het is de enige champagne met de benaming "château" in de Marne.

## Gebouw

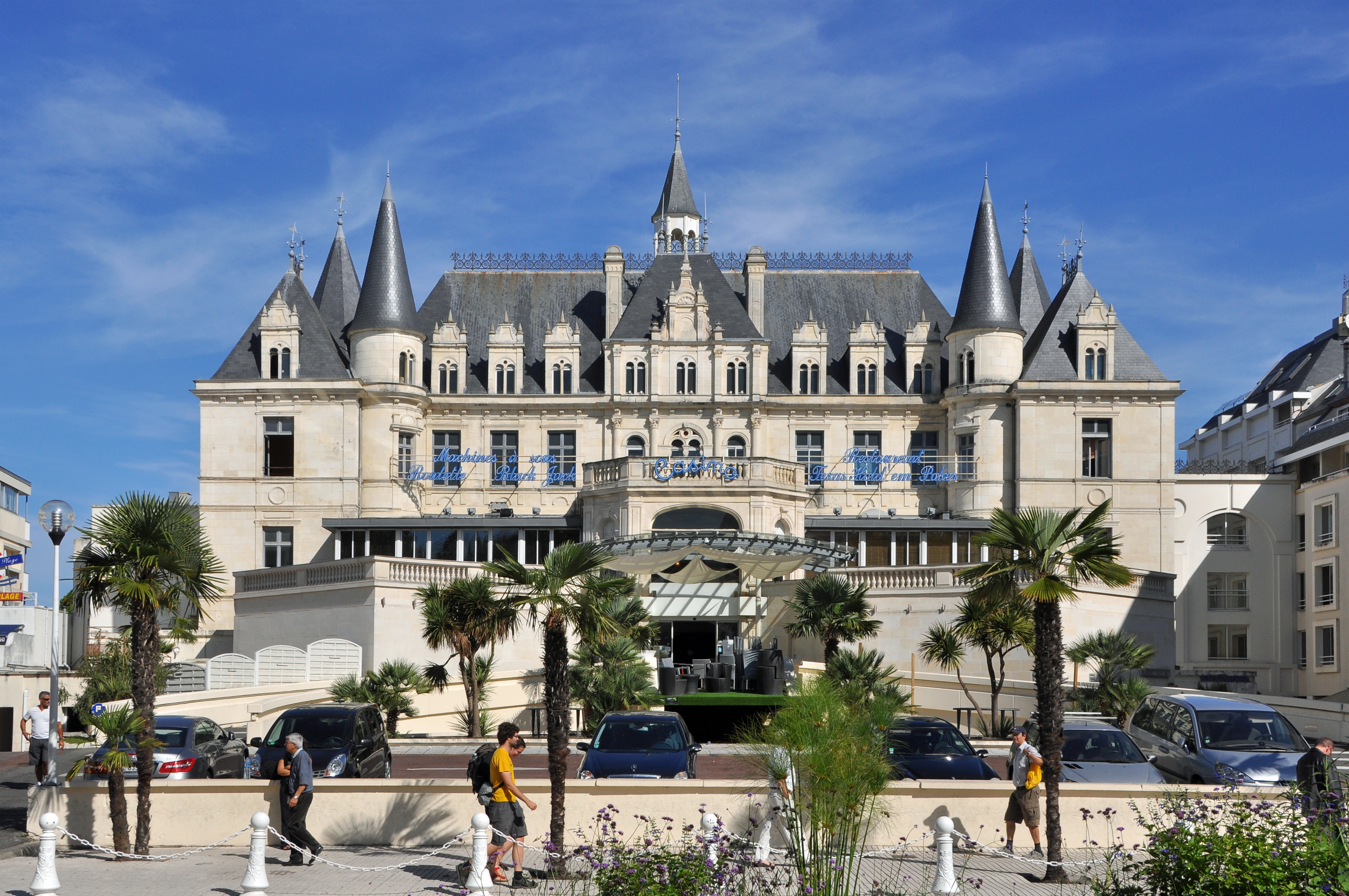
Het Casino van Arcachon is een exacte replica van het Château de Boursault.

Het kasteel werd gebouwd door de architect Jean-Jacques Arveuf-Fransquin (1802-1876). Het lag op de beboste top van een heuvel beplant met wijnranken en domineerde het omliggende landschap en het dorp Boursault. Het lag in een prachtig park van 11 hectare.
Het kasteel is ontworpen in neorenaissancestijl. Het heeft een monumentale architectuur met een hoog dak en rijkelijk versierde ramen. Het lijkt op het Château de Chambord, maar heeft veel meer open haarden. In een beschrijving uit 1882 stond: ‘Deze prachtige residentie bevat alle rijkdommen van de moderne kunst en getuigt van de genereuze en intelligente inspanningen van de prinsen van financiën en industrie om de nationale smaak op het niveau van haar oude tradities te handhaven.’ 
Het Château Deganne aan de zeedijk in Arcachon werd in 1853 gebouwd door Adalbert Deganne. Aan de buitenkant is dit gebouw, nu het Casino de la Plage, een exacte kopie van het Château de Boursault.